# Natalia Barbu
Natalia Barbu (Bălți, 1979. augusztus 22. –) moldáv énekesnő. Ő képviselte Moldovát a 2007-es Eurovíziós Dalfesztiválon, Helsinkiben a Fight című dalával, majd képviselte ismételten a 2024-es Eurovíziós Dalfesztiválon, Malmőben az In the Middle című dalával.

## Pályafutása
2006. december 14-én Barbut választották ki Moldova képviseletére a 2007-es Eurovíziós Dalfesztiválon a Fight című dalával. A 2007. május 10-én rendezett elődöntőből továbbjutott a döntőbe, ahol végül a tizedik helyen végzett 109 ponttal.
2011-ben ismét benevezett az Eurovíziós Dalfesztivál moldáv előválogatójába, ahol Let’s Jazz című dalával a második helyen végzett a Zdob și Zdub mögött.
2023. december 26-án a Teleradio-Moldova bejelentette, hogy az énekesnő résztvevője lesz a 2024-es Etapa Națională eurovíziós nemzeti válogatónak. In the Middle című versenydalával megnyerte a 2024. február 17-én rendezett döntőt, ahol a szakmai zsűri, valamint közönség pontjai alakították ki a végeredményt, így ő képviselhette hazáját az Eurovíziós Dalfesztiválon. A verseny május 7-én rendezett első elődöntőjében a tizenharmadik helyen végzett, így nem jutott tovább a döntőbe.

## Magánélete
2011-ben feleségül ment egy román milliomoshoz, és jelenleg vele él Romániában.

## Diszkográfia

### Albumok
- 2001: Între ieri și azi
- 2003: Zbor de dor
- 2009: Fight – Best of Natalia Barbu
- 2009: Sunt fată de măritat

### Kislemezek
- 2006: Îngerul meu
- 2006: Poate
- 2007: Fight
- 2008: Suflet Gol
- 2010: I Feel So Good
- 2011: Do That Thing
- 2011: Let’s Jazz
- 2012: I Said It’s Sad
- 2012: Iubire cu aromă de cafea
- 2013: Confession
- 2014: Sînt fata de măritat (Ana Barbuval közösen)
- 2014: In Too Deep
- 2015: Noi 2
- 2018: Firefly
- 2019: Story
- 2019: Deep Inside
- 2024: In the Middle

## Fordítás
- Ez a szócikk részben vagy egészben  a   Natalia Barbu című angol Wikipédia-szócikk fordításán alapul.  Az eredeti cikk szerkesztőit annak laptörténete sorolja fel. Ez a jelzés csupán a megfogalmazás eredetét és a szerzői jogokat jelzi, nem szolgál a cikkben szereplő információk forrásmegjelöléseként.
- Ez a szócikk részben vagy egészben  a   Natalia Barbu című német Wikipédia-szócikk fordításán alapul.  Az eredeti cikk szerkesztőit annak laptörténete sorolja fel. Ez a jelzés csupán a megfogalmazás eredetét és a szerzői jogokat jelzi, nem szolgál a cikkben szereplő információk forrásmegjelöléseként.